# Äsgöl (Virserums socken, Småland)
Äsgöl är en sjö i Hultsfreds kommun i Småland och ingår i Emåns huvudavrinningsområde.